# ابراهیم کندی وسطی
ابراهیم کندی وسطی یک روستا در ایران است که در بخش اسلام‌آباد واقع شده‌است. ابراهیم کندی وسطی ۳۰ نفر جمعیت دارد.